# Ogcodes rufomarginatus
Ogcodes rufomarginatus är en tvåvingeart som först beskrevs av Enrico Adelelmo Brunetti 1920.  Ogcodes rufomarginatus ingår i släktet Ogcodes och familjen kulflugor.
Artens utbredningsområde är Sri Lanka. Inga underarter finns listade i Catalogue of Life.